# Яси (циклон)
Тропический циклон Яси — тропический циклон, который обрушился на север австралийского штата Квинсленд в начале 2011 года. Он образовался 26 января в Коралловом море к северу от Фиджи и усилился к вечеру 30 января. По оценкам, ущерб от его прохождения составил 5 млрд австралийских долларов.

## Хронология событий

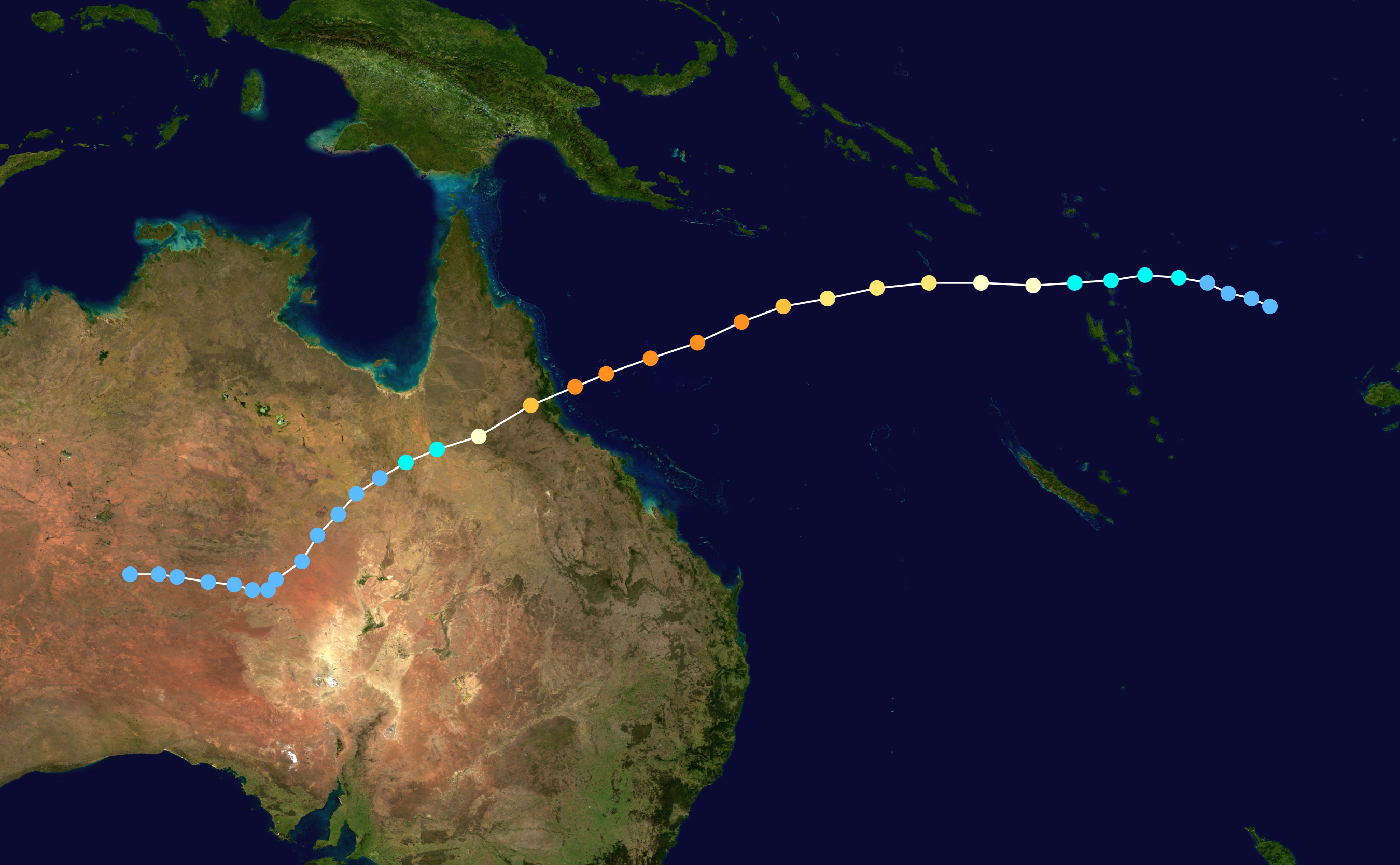
Продвижение циклона

- 31 января 2011 года: циклон двигается к австралийскому штату Квинсленд. Ему была присвоена вторая категория опасности. Скорость ветра внутри него достигала 166 км/ч, а эпицентр его находился в 875 милях к востоку от Кэрнс (Квинсленд)[4].
- 1 февраля 2011 года: циклону была присвоена четвёртая категория опасности. Выпущено предупреждение о приближающейся угрозе для прибрежных районов Квинсленда. Скорость ветра внутри циклона достигает уже 222 км/ч, в Коралловом море отмечаются волны высотой 11,5 метра. Циклон находился в 450 милях северо-восточнее Кэрнса[5].
- 2 февраля 2011 года: в Квинсленде началась массовая эвакуация. Циклону была присвоена наивысшая пятая категория опасности. Скорость ветра внутри циклона достигла 295 км/ч. Ожидалось, что циклон выйдет на сушу в районе Иннисфэйла около полуночи 3 февраля по местному времени[6]. Около 20 часов по местному времени стали поступать сообщения, что начинает ощущаться приближение циклона. Так, в Тулли, что южнее Иннисфэйла, задули сильные ветра и начался сильный дождь, сопровождающиеся порывами ветра и падением деревьев[7]. Метеостанция острова Уиллис (450 км от материка), перед тем как выйти из строя, зафиксировала скорость ветра 185 км/ч (51,4 м/с) и давление 703,5 мм рт. ст.
- 3 февраля 2011 года: около часа ночи по местному времени циклон обрушился на побережье штата Квинсленд в районе Мишен Бич между Иннисфэйлом и Кардуэллом (эвакуационный город). Сопровождалось это ветром, скорость которого достигала 285 км/ч[8]. Около трех часов по местному времени категория циклона была понижена до четвёртой, а по мере продвижения циклона на юго-запад к Джорджтауну его категория была понижена до третьей. Порывы ветра в циклоне достигали 205 км/ч[9]. Около 7 часов утра Яси был понижен до 2-й категории[10]. Ближе к вечеру до 1-й[11].
- 4 февраля 2011 года: от циклона осталась только влага, которая вызвала сильные дожди в Виктории на уик-энд, что могло привести к очередному наводнению в этом штате[12].
- 5 февраля 2011 года: дожди над Северной территорией Австралии[13].
- 6 февраля 2011 года: циклон разрушился в районе Западная Австралия[13].

## Последствия
- Более 180 тысяч домов остались без электричества, в Ингем река Херберт поднялась до уровня в 12,2 метра, изолировав город, в Таунсвилле циклон отключил электричество на водораспределительной и канализационной станциях, в Кардуэлле разрушены и затоплены дороги, 200 домов разрушены, не включая треть домов в Тулли[англ.]. Погиб 1 человек[14].